# Рихтер, Мелвин
Мелвин Рихтер (англ. Melvin Richter, 1921 г. р., Ревир, Массачусетс) — американский историк. Эмерит-профессор политологии Городского университета Нью-Йорка.
В 1939 году поступил в Гарвард-колледж, который окончил (1943) со степенью бакалавра искусств magna cum laude по истории и литературе XIX в. Был членом Общества Phi Beta Kappa.
С 1943 года служил в армии.
После изучения севернокитайского в Пенсильванском университете получил назначение в Управление стратегических служб в Китай.
После занимался китаистикой в Гарварде. После перехода на кафедру государствоведения провёл два года в оксфордском Баллиол-колледже, где занималя исследованием для своей докторской диссертации — по Т. Х. Грину. Степень доктора философии (Ph.D.) получил в Гарварде в 1953 году.
Преподавал в Коннектикутском университете, Городском университете Нью-Йорка и его Хантер-колледже.
Был членом Института перспективных исследований в Принстоне, работал в Австралийском нац. университете.
Был приглашённым профессором в Гарварде, Принстоне, Корнелле, Оксфорде, Колумбийском, Нью-Йоркском, и Уэслианском университетах.
Член редколлегий нескольких журналов.
Проживает в Нью-Йорке.
Кавалер фр. Ордена Искусств и литературы (1998).